# Eduardo Scarpetta
(Benedetto Croce su Eduardo Scarpetta)
Eduardo Scarpetta, all'anagrafe Odoardo Lucio Fausto Vincenzo Scarpetta (Napoli, 12 marzo 1853 – Napoli, 29 novembre 1925), è stato un attore e commediografo italiano.
Fu il più importante attore e autore del teatro napoletano tra la fine dell'Ottocento e i primi del Novecento, capostipite della dinastia teatrale degli Scarpetta-De Filippo. Creò il teatro dialettale moderno, ancora oggi in uso, e si specializzò nell'adattare alla lingua napoletana  moltissime pochade francesi; alcune delle sue commedie più celebri (tra cui ad esempio Miseria e nobiltà) furono però creazioni originali del suo repertorio. Vanta una carriera lunghissima di commediografo (dal 1875), interrotta bruscamente da una celebre causa intentatagli da Gabriele D'Annunzio nel 1904.
Scarpetta fu anche attore cinematografico agli albori della “settima arte”. Egli girò alcuni film per una casa di produzione milanese, la “Musical Film” di Renzo Sonzogno, tratti dalle sue commedie: Miseria e nobiltà (1914, diretto da Enrico Guazzoni), La nutrice (1914, diretto da Alessandro Boutet), Un antico caffè napoletano (1914), Tre pecore viziose (1915) e Lo scaldaletto (1915) diretti da Gino Rossetti. Di questi film ci rimangono solo alcune foto di scena di Scarpetta e di altri interpreti.
Ebbe ben nove figli, non tutti da lui riconosciuti. Oltre a Vincenzo, Domenico e Maria Scarpetta, vi sono i celebri Eduardo, Peppino e Titina De Filippo, Ernesto Murolo, Eduardo De Filippo (in arte Eduardo Passarelli) e suo fratello Pasquale De Filippo.

## Biografia
Era figlio del funzionario statale Domenico Scarpetta, che tentò più volte di avviarlo agli studi e alla sua carriera, e di Emilia Rendina.
Nel 1868, all'età di quindici anni, decise di entrare in una compagnia teatrale, in primo luogo per seguire la sua ambizione, ma anche per poter aiutare la famiglia, trovatasi in gravi condizioni economiche per il cattivo stato di salute del padre. Riuscì così a farsi presentare dall'attore Andrea Natale all'impresario Alfonso Ventura, il quale lo scritturò come generico nella compagnia di Antonio Petito, di cui divenne capocomico nel 1879.

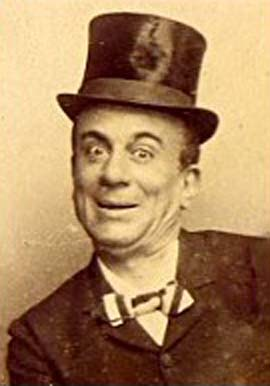
Eduardo Scarpetta nei panni di Felice Sciosciammocca

Dal 1870 cominciò il successo personale con l'interpretazione di Felice Sciosciammocca. Lo stesso Antonio Petito scritturò Scarpetta conformando su di lui il personaggio di Felice Sciosciammocca che accompagnava Pulcinella nelle sue farse. Petito scrisse infatti per Scarpetta alcune farse, fra cui le più note sono: Feliciello mariuolo de 'na pizza e Felice Sciosciammocca creduto guaglione 'e n'anno, che Scarpetta porterà in scena insieme ad alcuni copioni che egli stesso, ormai esperto, aveva approntato. Dopo la morte di Petito, sostituito da De Martino, lasciò il San Carlino.
Ambizioso, mirava ad emergere ad ogni costo, preferendo patire la fame piuttosto che sottostare a Davide Petito, nuovo capo della compagnia. Dopo un brevissimo periodo trascorso a Roma nella compagnia di Raffaele Vitale (uno dei più celebri Pulcinella dell'epoca), prese in affitto con alcuni comici del San Carlino un baraccone sul Molo, il Metastasio, dove rappresentò alcuni suoi lavori. Nel 1878 accettò di far ritorno al San Carlino, sapendo che al suo fianco avrebbe recitato in sottordine il pulcinella Cesare Teodoro; qui ottenne un grande successo con la commedia Don Felice maestro di calligrafia, meglio conosciuta come Lu curaggio de nu pompiere napulitano. L'anno successivo fu scritturato per una tournée a livello nazionale.
Nel 1880 ottenne un prestito di 5.000 lire dall'avvocato Severo e, grazie alla sua tenacia, riuscì a riaprire e rinnovare il vecchio e glorioso Teatro San Carlino, dove debuttò il 1º settembre con la commedia Presentazione di una Compagnia Comica: nelle sue Memorie racconta che «Il pubblico, sorpreso e ammirato dall'affiatamento della compagnia, dalla naturalezza della recitazione, dalla inappuntabile proprietà del vestiario, rise e applaudì fragorosamente». Iniziò così una stagione di grandi successi, che lo portarono ben presto a diventare un idolo. Diventato ormai un capocomico di successo, seppur nato da una famiglia modesta arrivò a possedere un palazzo in via dei Mille, costruito dall'architetto Vincenzo Salvietti, oltre a carrozze e cavalli.

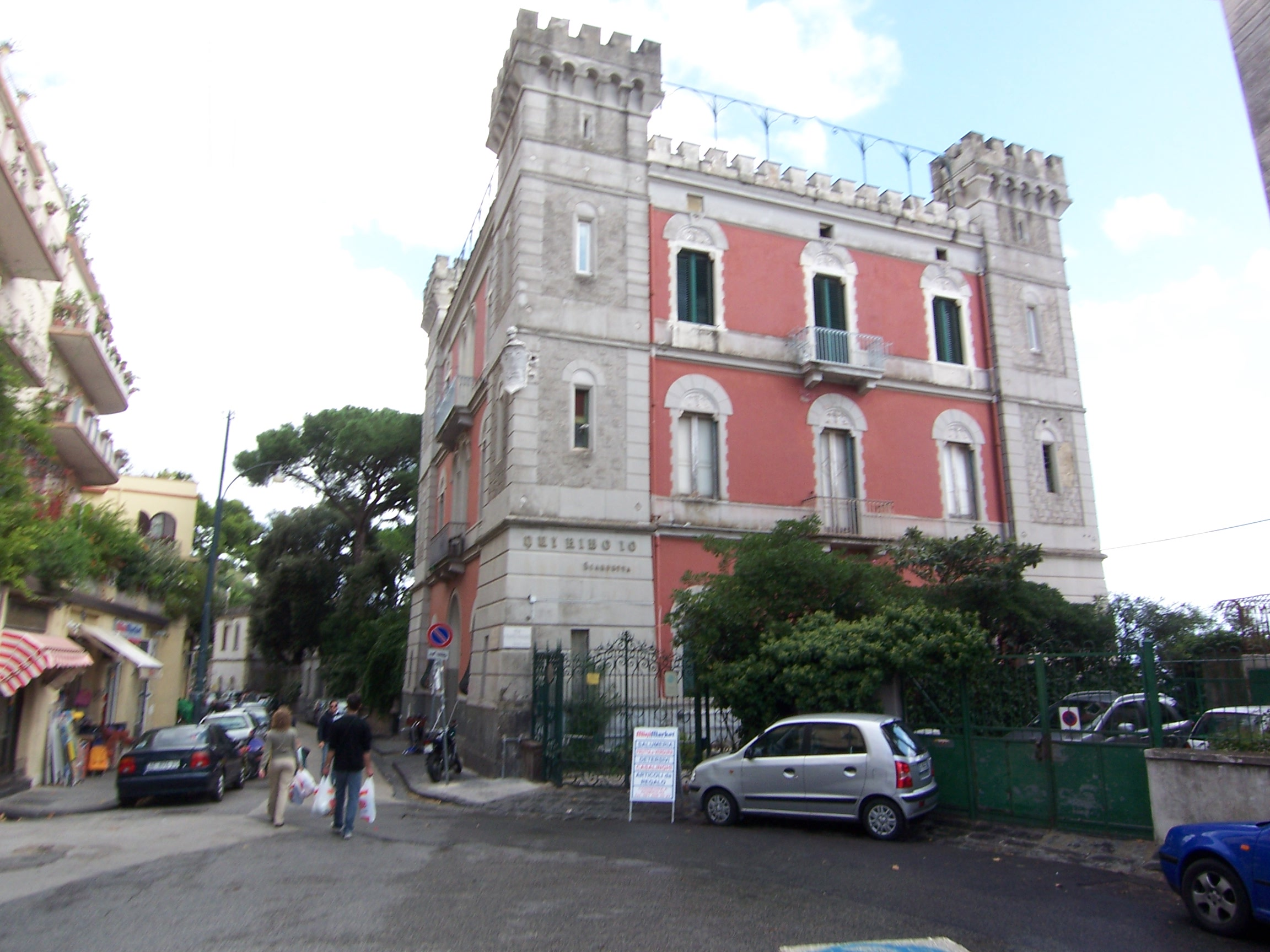
Villa La Santarella

Il 15 maggio 1889 ottenne un memorabile successo con Na santarella al Teatro Sannazaro di via Chiaia. Tutta Napoli, elegante e mondana, accorse al piccolo teatro; con gli incassi della commedia, che gli aprì definitivamente le porte della capitale, si fece costruire una villa sulla collina del Vomero, chiamata appunto Villa La Santarella, dove sulla facciata principale campeggiava la scritta «Qui rido io!» e che vendette nel 1911 perché la moglie aveva paura di abitarci da sola quando il marito era in tournée.
Il suo successo più grande, Miseria e nobiltà, che in seguito ebbe tre trasposizioni cinematografiche (memorabile fu quella del 1954 con Totò), fu scritto unicamente per permettere la partecipazione alla commedia del figlio dodicenne Vincenzo, che nella prima rappresentazione recitò nel ruolo di Peppiniello.
La fondazione del Teatro Salone Margherita, il primo grande varietà napoletano, costruito nei sotterranei della nuova Galleria Umberto I, cominciò a minare le fortune del commediografo, che in risposta alla nuova moda si ripresentò al pubblico con un suo Café-chantant, ma il colpo di grazia gli arrivò nel 1904, quando fu protagonista suo malgrado di una delle più clamorose vicende teatrali dell'epoca, quella riguardante Il figlio di Iorio, parodia de La figlia di Iorio di Gabriele D'Annunzio, che gli procurò un cocente insuccesso (D'Annunzio, addirittura, lo trascinò in tribunale per una memorabile causa durata tre anni, dal 1906 al 1908, che comunque Scarpetta vinse) e tante amarezze. Moltissime furono le critiche di quegli anni, soprattutto da parte di Salvatore Di Giacomo e Roberto Bracco; unica voce in sua difesa fu quella di Benedetto Croce.

### Ultimi anni e morte
Nel 1909, deluso e amareggiato, si ritirò dalle scene, dopo aver preso parte alla parodia La Regina del Mare, composta dal figlio Vincenzo, al quale egli impose di essere suo continuatore nel ruolo di Sciosciammocca. Nel 1920 scrisse un saggio sui caratteri innovatori dell'arte di Raffaele Viviani.
Morì nel 1925, all'età di 72 anni, e i suoi funerali furono partecipati. Fu imbalsamato e deposto in una bara di cristallo; ora riposa nella cappella delle famiglie De Filippo, Scarpetta e Viviani al cimitero di Santa Maria del Pianto a Napoli.

### Relazioni e figli
Scarpetta sposò il 16 marzo 1876 la figlia di un modesto commerciante napoletano, la diciottenne Rosa De Filippo, da cui ebbe due figli, Domenico e Vincenzo. Domenico, sebbene riconosciuto da Scarpetta, era probabilmente figlio di una relazione prematrimoniale di Rosa con il re Vittorio Emanuele II.
Dalla relazione con la maestra di musica Francesca Giannetti ebbe Maria, che successivamente adottò.
Dalla relazione con Luisa De Filippo, nipote della moglie Rosa, ebbe Annunziata (detta Titina), Eduardo e Giuseppe (detto Peppino).
Dalla relazione con Anna De Filippo, sorellastra della moglie Rosa, ebbe Ernesto Murolo (riconosciuto da Vincenzo Murolo e Maria Palumbo e padre del musicista Roberto Murolo), Eduardo (in arte Eduardo Passarelli) e Pasquale.

### Eredità artistica
Le sue commedie furono riprese molte volte e sono spesso in cartellone. Oltre al figlio Vincenzo, anche altri celebri attori napoletani, come i De Filippo, Totò ed i fratelli Aldo e Carlo Giuffré, recitarono le sue commedie brillanti. Sul grande schermo furono ricavati diversi film dalle sue commedie, oltre a tre versioni del suo capolavoro Miseria e nobiltà.
Alcuni episodi della sua vita sono raccontati in due film del 2021 Qui rido io, diretto da Mario Martone, e I fratelli De Filippo, diretto da Sergio Rubini.

## Opere
- 1875 - Gelusia ovvero Ammore spusalizio e gelusia
- 1876 - Ov'è mammà?
- 1876 - Na commedia 'e tre atte
- 1876 - Quinnice solde so' cchiù assaie de seimilalire
- 1876 - È buscia o verità?
- 1877 - Felice maestro di callegrafia ovvero Lu curaggio de nu pompiere napulitano
- 1879 - Feliciello e Feliciella
- 1879 - Lo testamento de Parasacco
- 1879 - La collana d'oro
- 1880 - L'Accademia disturbata
- 1880 - Le treccia dell'Imperatore
- 1880 - La Presentazione de 'na compagnia ovvero Felice direttore di compagnia
- 1880 - Tetillo (da Bébé di Alfred Hennequin)
- 1880 - Mettiteve a fa l'ammore cu me! (da Fatemi la corte di Salvestri)
- 1880 - Li Piscivinnole napulitane
- 1880 - Tric Trac (da  Tric Trac di Guarino)
- 1880 - Lu pescecane
- 1880 - Nu zio ciuccio e 'nu nepote scemo (da Il finto medico di F. Cerlone)
- 1880 - Duje marite 'mbrugliune (da Les dominos roses di A. Hennequin e A. Delacour)
- 1880 - Bazzicotto
- 1880 - Il non plus ultra della disperazione ovvero La Battaglia del Rigoletto.
- 1881 - 'O Scarfalietto (da La Boule di Meilhac e Halévy)
- 1881 - Vi' che m'ha fatto frateme
- 1881 - Tetillo 'nzurato
- 1881 - Le Bravure di Don Felice
- 1881 - La posta in quarta pagina
- 1881 - Tre pecore viziose
- 1881 - L'amico 'e papà
- 1881 - No pasticcio
- 1881 - La casa numero sette
- 1882 - Il romanzo di un farmacista povero
- 1882 - 'A fortuna 'e Feliciello
- 1882 - Nun la trovo a mmaretà
- 1882 - La nutriccia
- 1882 - Fifì
- 1882 - No quartino a lu quinto piano
- 1882 - Na commedia a vapore
- 1883 - 'Nu frongillo cecato
- 1883 - Amore e polenta
- 1883 - Na paglia 'e Firenze
- 1883 - Na Jurnata de paura
- 1883 - Na tombola 'e duemila lire
- 1883 - Nu buono giuvinotto
- 1883 - S'ha da dì o no?
- 1883 - La signorina Piripipì
- 1883 - Nu casino sotto a lu Vesuvio
- 1884 - Na capa sciacquata
- 1884 - La calamita
- 1884 - Nu brutto difetto
- 1884 - Na matassa 'mbrugliata
- 1885 - Na società 'e marite
- 1885 - Un'agenzia di matrimoni
- 1885 - Li nepute de lu sinneco (da Le Droit d'un aîné di Paul Burani)
- 1885 - Lu marito de Nannina (da 115, rue Pigalle di Alexandre Bisson)
- 1886 - O viaggio 'e nozze
- 1887 - Nu bastone 'e fuoco
- 1888 - Miseria e nobiltà
- 1888 - Nu turco napulitano (da Le Parisien di A. Hennequin)
- 1889 - Lu miedeco de li femmene ovvero Il dottor Suricillo
- 1889 - 'Na Santarella (da Mam'zelle Nitouche, di Henri Meilhac e Albert Millaud)
- 1889 - Girolino e Pirolé
- 1890 - Pazzie di Carnevale (da Le Metamorfosi di Pulcinella (Scenario dell'Arte) di Antonio Petito)
- 1890 - Il Matrimonio di stella
- 1890 - Casà Bignè
- 1890 - Na stampa e doje figure
- 1891 - Il capitano Saetta
- 1892 - Guerra agli uomini
- 1892 - Cocò
- 1893 - Na mugliera scurnosa
- 1893 - Lu Cafè Chantant
- 1893 - Li cafune a Napule
- 1893 - Lily e Mimì
- 1894 - Nu ministro mmiezzo a li guaie (da I fastidi d'un grand om commedia in lingua piemontese di Eraldo Baretti)
- 1894 - Li mariuole ovvero La Contessa tre cape
- 1894 - Farfariello
- 1894 - Tre cazune furtunate
- 1895 - Na bona guagliona
- 1895 - La casa vecchia
- 1896 - La Bohème
- 1896 - I tre soci
- 1896 - L'albergo del silenzio
- 1897 - Le due stelle
- 1897 - Casa Pipiton
- 1897 - La belle sciantose
- 1897 - Zetiallo, vidovo e nzurato
- 1897 - 'Na mascatura inglese
- 1898 - Nina Boné
- 1898 - Nu cane bastardo
- 1899 - Madama Ficcarelli
- 1899 - 'Na creatura sperduta
- 1899 - La pupa mobile
- 1899 - 'A cammerera nova
- 1899 - Duje chiapparielle
- 1899 - Na figliola romantica
- 1900 - A figlia 'e don Gennaro
- 1900 - A nanassa
- 1901 - Cane e gatte
- 1901 - Tutti in viaggio
- 1901 - Il debutto di Gemma
- 1902 - Carcere e matrimonio
- 1902 - A Mosca
- 1902 - Madama Rollé
- 1902 - Madama Sangenella
- 1902 - O balcone 'e Rusinella
- 1903 - Na mugliera africana
- 1903 - Nu figlio a pusticcio
- 1903 - Il processo fiaschella
- 1903 - Li mmale lengue
- 1904 - 'Nu core d'angelo
- 1904 - Il figlio di Iorio
- 1905 - La geisha
- 1907 - Na mugliera zetella
- 1907 - Na brutta pazzia
- 1908 - O miedeco d'e pazze
- 1909 - La coda del diavolo
- 1915 - Tre epoche
- 1923 - Nu disastro ferroviario
- 1924 - Woronoff

In occasione del centesimo anniversario dalla morte di Scarpetta, è prevista la pubblicazione di 60 commedie inedite.
Al Palazzo Reale di Napoli, negli spazi della Biblioteca Nazionale, la Mostra Scarpetta 100, fino al 1 dicembre 2025; in mostra materiali inediti e registrazioni sonore originali della compagnia Scarpetta.

## Filmografia

### Film tratti da sue opere teatrali
- Tutto per mio fratello! (1911), tratto dalla commedia Vi' che m'ha fatto frateme (1881)
- Miseria e nobiltà, regia di Enrico Guazzoni (1914), tratto dalla commedia omonima (1888)
- La nutrice, regia di Alessandro Boutet (1914), tratto dalla commedia La nutriccia (1882)
- Un antico caffè napoletano, regia di Gino Rossetti (1914), tratto dalla commedia Il non plus ultra della disperazione (1880)
- Tre pecore viziose, regia di Gino Rossetti (1915), tratto dalla commedia omonima (1881)
- Lo scaldaletto, regia di Gino Rossetti (1915), tratto dalla commedia Lo scarfalietto (1881)
- Miseria e nobiltà, regia di Corrado D'Errico (1940), tratto dalla commedia omonima (1888)
- Ti conosco, mascherina!, regia di Eduardo De Filippo (1943), tratto dalla commedia Il romanzo di un farmacista povero (1882)
- Sette ore di guai, regia di Vittorio Metz e Marcello Marchesi (1951), tratto dalla commedia 'Na criatura sperduta (1899)
- Agenzia matrimoniale, regia di Giorgio Pàstina (1952), tratto dalla commedia 'N agenzia 'e matrimonie (1885)
- Un turco napoletano, regia di Mario Mattoli (1953), tratto dalla commedia 'Nu turco napulitano (1888)
- Miseria e nobiltà, regia di Mario Mattoli (1954), tratto dalla commedia omonima (1888)
- Il medico dei pazzi, regia di Mario Mattoli (1954), tratto dalla commedia 'O Miedeco d'e pazze (1908)

### Film in cui compare come personaggio
- Qui rido io (2021) di Mario Martone (interpretato da  Toni Servillo)
- I fratelli De Filippo (2021) di Sergio Rubini (interpretato da Giancarlo Giannini)

## Prosa televisiva Rai
- Un figlio a pusticcio, regia di Mario Mangini e di Pietro Turchetti, trasmessa il 7 luglio 1959 sul Programma Nazionale. Interpreti: Elsa Valentini (Bettina); Nello Ascoli (Carlo); Tecla Scarano (Concetta); Giuseppe Anatrelli (Enrico); Ugo D'Alessio (Felice); Franco Sportelli (Gaetano); Gigi Reder (Giorgio); Benito Artesi (I cameriere); Antonio Allocca (II cameriere); Salvatore Fabbri (III cameriere); Elena Tilena (Lucia); Rosalia Maggio (Rosina); Annamaria Ackermann (Teresina); Giuliana Gargiulo (Zozò).